# Kronan, Vellinge kommun
Kronan är en bebyggelse i Vellinge kommun, Skåne. SCB avgränsade här mellan 2005 och 2015 samt sedan 2020 en småort.